# Vasile Văcaru
Vasile Văcaru (n. 19 septembrie 1946, Pocruia, Tismana, Gorj – d. 4 martie 2001) a fost unul dintre fondatorii Frontului Salvării Naționale (FSN). A fost membru și secretar al Colegiului director al FSN, membru al Comisiei Naționale a FSN și membru în Consiliul Național a PDSR.
Vasile Văcaru a fost senator în perioada 1990-2000. În legislatura 1990-1992, Vasile Văcaru a fost ales senator pe listele FSN în circumscripția electorală Gorj și a fost membru în grupurile parlamentare de prietenie cu Republica Italiană și Republica Populară Chineză. În legislatura 1992-1996, Vasile Văcaru a fost ales senator pe listele PDSR în circumscripția electorală Gorj. În legislatura 1996-2000, Vasile Văcaru a fost ales senator în circumscripția electorală Mehedinți pe listele PDSR și a fost membru în grupurile parlamentare de prietenie cu Regatul Hașemit al Iordaniei și Regatul Maroc.
Vasile Văcaru a îndeplinit funcții de răspundere în structura Parlamentului între anii 1996—2000, fiind membru al Comisiei comune permanente a Camerei Deputaților și Senatului pentru exercitarea controlului parlamentar asupra activității Serviciului Român de Informații.
În perioada 1990—1992 a îndeplinit funcția de președinte al Grupului parlamentar al F.S.N. din Senat, iar în legislatura 1992—1996 a fost lider al Grupului parlamentar al P.D.S.R. din Senatul României.
Până la alegerea ca senator, în 1990, Vasile Văcaru a condus timp de mulți ani, ca redactor-șef și director, Editura Științifică și Enciclopedică.
De profesie editor, Vasile Văcaru este autorul a 13 cărți și a peste 200 de articole de specialitate referitoare la informatică, electronică și alte domenii ale științei.
A fost membru al Asociației Oamenilor de Știință din România și vicepreședinte al Academiei Române de Drept Umanitar.
A murit în 4 martie 2001.